# Pegoplata juvenilis
Pegoplata juvenilis är en tvåvingeart som först beskrevs av Stein 1898.  Pegoplata juvenilis ingår i släktet Pegoplata och familjen blomsterflugor. Inga underarter finns listade i Catalogue of Life.